# Stanisław Koniecpolski (zm. 1682)
Stanisław Koniecpolski, czasem Jan Stanisław Koniecpolski (ur. po 1643, zm. 1682) – oboźny koronny (dworski) w 1676 roku, wojewoda podolski w 1679 r., kasztelan krakowski w 1682 r., starosta bełski, starosta doliński w 1667 roku. Książę Świętego Cesarstwa Rzymskiego.
Syn Aleksandra Koniecpolskiego (1620–1659) i Joanny Barbary z Zamoyskich (1626–1653), córki Tomasza Zamoyskiego. Ożenił się z Eugenią Katarzyną z Wiśniowieckich (przed 1658 – po 1681), córką Dymitra Jerzego Wiśniowieckiego.
Poseł na sejm koronacyjny 1676 roku. Poseł sejmiku wołyńskiego na sejm 1677 roku. Jako senator wziął udział w sejmie zwyczajnym 1681 roku. Zmarł między 22 sierpnia i 5 listopada 1682.